# Natation aux Jeux méditerranéens de 2013
Navigation
Édition précédente Édition suivante
Les épreuves de natation sportive des Jeux méditerranéens de 2013 se déroulent du 21 au 27 juin 2013 à Mersin en Turquie. Trente-huit épreuves, dix-neuf pour les hommes et pour les femmes, sont organisées dans la Piscine olympique de Mersin. 

## Résultats

### Hommes
| Épreuves               | Or                                                                                     | Argent                                                                                          | Bronze                                                                                          |
| Nage libre             | Nage libre                                                                             | Nage libre                                                                                      | Nage libre                                                                                      |
| ---------------------- | -------------------------------------------------------------------------------------- | ----------------------------------------------------------------------------------------------- | ----------------------------------------------------------------------------------------------- |
| 50 m                   | Marco Orsi Italie 22,15 s                                                              | Luca Dotto Italie 22,20 s                                                                       | Kristián Goloméev Grèce 22,35 s                                                                 |
| 100 m                  | Luca Leonardi Italie 48,84 s                                                           | Kemal Arda Gurdal Turquie 49,41 s                                                               | Luca Dotto Italie 49,72 s                                                                       |
| 200 m                  | Velimir Stjepanović Serbie 1 min 47 s                                                  | Oussama Mellouli Tunisie 1 min 49,21 s                                                          | Simon Guerin France 1 min 49,25 s                                                               |
| 400 m                  | Velimir Stjepanović Serbie 3 min 48,33 s                                               | Oussama Mellouli Tunisie 3 min 48,67 s                                                          | Simon Guerin France 3 min 52,68 s                                                               |
| 1 500 m                | Oussama Mellouli Tunisie 15 min 12,36 s                                                | Luca Baggio Italie 15 min 15,16 s                                                               | Matteo Furlan Italie 15 min 21,19 s                                                             |
| Dos                    |                                                                                        |                                                                                                 |                                                                                                 |
| 50 m                   | Stefano Mauro Italie 23,35                                                             | Niccolò Bonacchi Italie 25,42 s                                                                 | Juan Francis Segura Espagne 25,66 s                                                             |
| 100 m                  | Matteo Milli Italie 55,12 s                                                            | Benjamin Stasiulis France 55,14 s                                                               | Juan Francis Segura Espagne 55,57 s                                                             |
| 200 m                  | Benjamin Stasiulis France 58,66 s                                                      | Federico Turrini Italie Damiano Lestingi Italie 59,72 s                                         |                                                                                                 |
| Brasse                 |                                                                                        |                                                                                                 |                                                                                                 |
| 50 m                   | Damir Dugonjič Slovénie 27,63 s                                                        | Andrea Toniato Italie 27,81 s                                                                   | Čaba Silađi Serbie 27,93 s                                                                      |
| 100 m                  | Fabio Scozzoli Italie 1 min 0,86 s                                                     | Andrea Toniato Italie 1 min 1,23 s                                                              | Panayiótis Samilídis Grèce 1 min 1,71 s                                                         |
| 200 m                  | Panayiótis Samilídis Grèce 2 min 12,31 s                                               | Flavio Bizzarri Italie 2 min 12,67 s                                                            | Dimitrios Koulouris Grèce 2 min 13,27 s                                                         |
| Papillon               |                                                                                        |                                                                                                 |                                                                                                 |
| 50 m                   | Ivan Lenđer Serbie 23,50 s                                                             | Piero Codia Italie 23,67 s                                                                      | Jose M. V. Cañizares Espagne 23,92 s                                                            |
| 100 m                  | Ivan Lenđer Serbie 52,30 s                                                             | Matteo Rivolta Italie 53,04 s                                                                   | Piero Codia Italie 53,18 s                                                                      |
| 200 m                  | Velimir Stjepanović Serbie 1 min 56,19 s                                               | Stefanos Dimitriadis Grèce 1 min 57,81 s                                                        | Francesco Pavone Italie 1 min 57,93 s                                                           |
| Quatre nages           |                                                                                        |                                                                                                 |                                                                                                 |
| 200 m                  | Federico Turrini Italie 1 min 59,35 s                                                  | Oussama Mellouli Tunisie 2 min 0,09 s                                                           | Andréas Vazaíos Grèce 2 min 0,74 s                                                              |
| 400 m                  | Oussama Mellouli Tunisie 4 min 15,15 s                                                 | Federico Turrini Italie 4 min 19,96 s                                                           | Taki Mrabet Italie 4 min 22,52 s                                                                |
| Relais                 |                                                                                        |                                                                                                 |                                                                                                 |
| 4 × 100 m nage libre   | Italie Gianluca Maglia Marco Orsi Luca Leonardi Luca Dotto 3 min 15,99 s               | Turquie Doga Celik Iskender Baslakov Furkan Deniz Marasli Kemal Arda Gürdal 3 min 18,79 s       | Grèce Kristián Goloméev Fotios Koliopoulos Odyssefs Meladinis Christos Katrantzis 3 min 19,09 s |
| 4 × 200 m nage libre   | Italie Alex Di Giorgio Federico Turrini Gianluca Maglia Damiano Lestingi 7 min 19,37 s | France Benjamin Stasiulis Ganesh Pedurand Éric Ress Simon Guerin 7 min 19,79 s                  | Turquie Doga Celik Furkan Deniz Marasli Nezir Karap Kemal Arda Gürdal 7 min 25,67 s             |
| 4 × 100 m quatre nages | Italie Matteo Milli Andrea Toniato Piero Codia Gianluca Maglia 3 min 38,25 s           | Grèce Andréas Vazaíos Panayiótis Samilídis Stefanos Dimitriadis Kristián Goloméev 3 min 40,66 s | Turquie Guven Duvan Demir Atasoy Kaan Türker Ayar Kemal Arda Gürdal 3 min 41,58 s               |

### Femmes
| Épreuves               | Or                                                                                         | Argent | Bronze                                                                                |
| Nage libre             | Nage libre                                                                                 | Nage libre | Nage libre                                                                            |
| ---------------------- | ------------------------------------------------------------------------------------------ | --- | ------------------------------------------------------------------------------------- |
| 50 m                   | Anna Santamans France 25,03 s                                                              | Silvia Di Pietro Italie 25,37 s                                                                                 | Burcu Dolunay Italie 25,42 s                                                          |
| 100 m                  | Theodóra Drákou Grèce 55,63 s                                                              | Erika Ferraioli Italie 55,71 s                                                                                  | Silvia Di Pietro Italie 56,11 s                                                       |
| 200 m                  | Martina De Memme Italie 1 min 59,65 s                                                      | Mojca Sagmeister Slovénie 2 min 0,96 s                                                                          | Diletta Carli Italie 2 min 1,07 s                                                     |
| 400 m                  | Martina De Memme Italie 4 min 9,18 s                                                       | Anja Klinar Slovénie 4 min 11,51 s                                                                              | Claudia Dasca Espagne 4 min 12,41 s                                                   |
| 800 m                  | Martina De Memme Italie 8 min 33,17 s                                                      | Aurora Ponsele Italie 8 min 40,70 s                                                                             | Claudia Dasca Espagne 8 min 45,41 s                                                   |
| Dos                    |                                                                                            | |                                                                                       |
| 50 m                   | Sanja Jovanović Croatie 28,48 s                                                            | Theodóra Drákou Grèce 28,66 s                                                                                   | Arianna Barbieri Italie 28,74 s                                                       |
| 100 m                  | Elena Gemo Italie 1 min 1,57 s                                                             | Theodóra Drákou Grèce 1 min 1,75 s                                                                              | Margherita Panziera Italie 1 min 1,86 s                                               |
| 200 m                  | Ambra Esposito Italie 2 min 12,21 s                                                        | Margherita Panziera Italie 2 min 11,73 s                                                                        | Halime Zulal Zeren Turquie 2 min 14,93 s                                              |
| Brasse                 |                                                                                            | |                                                                                       |
| 50 m                   | Michela Guzzetti Italie 31,51 s                                                            | Dilara Buse Gunaydin Turquie 32,04 s                                                                            | Giulia De Ascentis Italie 32,27 s                                                     |
| 100 m                  | Giulia De Ascentis Italie 1 min 8,57 s                                                     | Jessica Vall Montero Espagne 1 min 8,80 s                                                                       | Dilara Buse Gunaydin Turquie 1 min 9 s                                                |
| 200 m                  | Jessica Vall Montero Espagne 2 min 27,22 s                                                 | Elisa Celli Italie 2 min 27,58 s                                                                                | Dilara Buse Gunaydin Turquie 2 min 28,20 s                                            |
| Papillon               |                                                                                            | |                                                                                       |
| 50 m                   | Farida Osman Égypte 26,15 s                                                                | Anna Santamans France 26,53 s                                                                                   | Silvia Di Pietro Italie 26,63 s                                                       |
| 100 m                  | Ilaria Bianchi Italie 58,63 s                                                              | Elena Di Liddo Italie 59,23 s                                                                                   | Beryl Gastaldello France 1 min 0,32 s                                                 |
| 200 m                  | Stefania Pirozzi Italie 2 min 09,83 s                                                      | Anja Klinar Slovénie 2 min 10,76 s                                                                              | Emanuela Albenzi Italie 2 min 13,19 s                                                 |
| Quatre nages           |                                                                                            | |                                                                                       |
| 200 m                  | Anja Klinar Slovénie 2 min 14,40 s                                                         | Stefania Pirozzi Italie 2 min 16,12 s                                                                           | Carlotta Toni Italie 2 min 16,24 s                                                    |
| 400 m                  | Anja Klinar Slovénie 4 min 40,49 s                                                         | Maria Vilas Vidal Espagne 4 min 44,58 s                                                                         | Claudia Dasca Espagne 4 min 46,64 s                                                   |
| Relais                 |                                                                                            | |                                                                                       |
| 4 × 100 m nage libre   | France Beryl Gastaldello Mathilde Cini Lauriane Haag Anna Santamans 3 min 42,37 s          | Grèce Theodóra Drákou Theodora Giareni Kristel Vourna Stavroula Karantakou 3 min 46,44 s                        | Turquie Burcu Dolunay Gizem Bozkurt Halim Zülal Zeren Kubra Esra Kacmaz 3 min 47,35 s |
| 4 × 200 m nage libre   | Italie Martina De Memme Stefania Pirozzi Diletta Carli Chiara Masini Luccetti 8 min 7,50 s | Espagne Marta Goncalvez Crivellers Catalina Corro Lorente Claudia Dasca Lidon Munoz del Campo 8 min 12,55 s     | Slovénie Anja Klinar Mojca Sagmeister Spela Bohinc Tanja Smid 8 min 16,34 s           |
| 4 × 100 m quatre nages | Italie Elena Gemo Giulia De Ascentis Elena Di Liddo Silvia Di Pietro 4 min 04,58 s         | Espagne Lidon Munoz del Campo Jessica Vall Montero Carla Campo Casajus Marta Goncalvez Crivellers 4 min 08,84 s | France Mathilde Cini Coralie Dobral Beryl Gastaldello Anna Santamans 4 min 08,88 s    |

### Natation para-olympique
| Épreuves          | Or                          | Argent                           | Bronze                    |
| Para-olympique    | Para-olympique              | Para-olympique                   | Para-olympique            |
| ----------------- | --------------------------- | -------------------------------- | ------------------------- |
| 100 m S 10 hommes | David Julian Levecq Espagne | Simone Ciulli Italie             | José Maria Garcia Espagne |
| 100 m S 10 femmes | Sarai Gascon Moreno Espagne | Esther Morales Fernandez Espagne | Anaëlle Roulet France     |

## Tableau des médailles
| Rang  | Nation   | Or | Argent | Bronze | Total |
| ----- | -------- | -- | ------ | ------ | ----- |
| 1     | Italie   | 20 | 19     | 12     | 51    |
| 2     | France   | 5  | 3      | 5      | 13    |
| 3     | Serbie   | 5  | 0      | 1      | 6     |
| 4     | Espagne  | 3  | 5      | 7      | 15    |
| 5     | Slovénie | 3  | 3      | 1      | 7     |
| 6     | Grèce    | 2  | 5      | 5      | 12    |
| 7     | Tunisie  | 2  | 3      | 1      | 6     |
| 8     | Croatie  | 1  | 0      | 0      | 1     |
| 8     | Égypte   | 1  | 0      | 0      | 1     |
| 10    | Turquie  | 0  | 3      | 7      | 10    |
| Total | Total    | 40 | 41     | 39     | 120   |